# Etničke grupe Azerbajdžana
Etničke grupe Azerbajdžana: 9.000.000 (UN Country Population; 2010) blizu 30 naroda.
- Armenci 120.700	(Gorski Karabah)
- Avarci	50.900
- Azeri (Azerbajdžanci)	8.119.000
- Bjelorusi	4900
- Buduhi	1000[4][5]
- Cahuri	16.000[4][5]
- Darginci   1000
- Judeo-Tati	17.000[4][5]
- Gruzijci	20.000
- Hinalugi,  2100[4][5]
- Krizi,	6000[4][5]
- Kurdi, Sjeverni 13.100
- Lakci      1400
- Lezgini	178.000
- Rusi       141.700
- Rutuli	100[4][5]
- Tabasarani	300[4][5]
- Tališi, Lenkoranski	76.000[4][5]
- Tatari	30.000
- Tati	10.900[4][5]
- Turci      43.400
- Udini	4100[4][5]
- Ukrajinci 33.000
- Židovi (nekoliko skupina. uključujući Dagh-Chufute ili Planinske Židove)

Ostali pojedinci/neizjašnjeni, 8900
- Drugi 9600